# Castione de' Baratti
Castione de' Baratti, talvolta indicata anche come Castione Baratti, è una frazione del comune di Traversetolo, in provincia di Parma.
La località dista 4,58 km dal capoluogo.

## Geografia fisica
Castione de' Baratti è posta in posizione collinare sulla sponda sinistra del torrente Termina di Castione; a monte del centro abitato si trova la piccola località montana di Trinzola, ove sorgeva a 368 m il castello dei Baratti, mentre la località di Orio, che conta 37 abitanti, è collocata a breve distanza da Castione sulla riva opposta del corso d'acqua.

## Origini del nome
La località deve il suo nome al castello edificato dal ramo Baratti dei conti di Canossa, feudatari in epoca medievale della zona.

## Storia
L'insediamento originario di Castillonio, raccolto attorno alla cappella dipendente dalla pieve di Sant'Ambrogio di Bazzano, sorse entro il XIII secolo sulla sponda destra del torrente Termina di Castione, in corrispondenza dell'odierno borgo di Orio.
I Baratti edificarono successivamente in località Trinzola, sul versante sinistro della vallata, il castello difensivo, che conservarono anche dopo il 1296 nonostante il Comune di Parma avesse loro ordinato di demolirlo. La famiglia modificò in quegli anni l'assetto del territorio, spostando sulla sponda del maniero la viabilità di collegamento con Guardasone; l'abitato di Orio, collocato in un'area geologicamente instabile, perse quindi la sua centralità a vantaggio di Castiono Baratorum, soprattutto in seguito a una frana che nella prima metà del XV secolo distrusse buona parte del centro antico.
Nel 1417 Uguccione dei Contrari, dal 1409 signore di Guardasone e Montelugolo, sospettando che Azzo Baratti stesse complottando col marchese di Ravarano Oberto Pallavicino, lo fece arrestare e si impossessò del maniero di Castione.
Nel 1421, dopo la cessione di Parma in cambio di Reggio Emilia da parte del marchese di Ferrara Niccolò III d'Este a Filippo Maria Visconti, il feudo di Guardasone, comprendente da allora anche Traversetolo e Castione de' Baratti, fu incamerato dal Duca di Milano. Nel 1431 il Visconti assegnò Guardasone e Colorno al condottiero Niccolò de' Terzi, il Guerriero, per ricompensarlo degli aiuti ricevuti. Nel 1449 il Guerriero, mal sopportando Francesco Sforza quale signore di Parma, allo scopo di cacciarlo dalla città cercò l'appoggio del re di Napoli Alfonso V d'Aragona; non appena lo seppe, il condottiero Alessandro Sforza, fratello di Francesco, si impossessò del maniero di Guardasone.
Nel 1466 il duca Galeazzo Maria Sforza assegnò il feudo a Giovanni e Vitaliano II Borromeo, dai quali discesero i conti Borromeo Arese.
In seguito all'abolizione napoleonica dei diritti feudali sancita nel 1805 nell'ex ducato di Parma e Piacenza, nel 1806 Castione fu separata da Traversetolo e Guardasone e fu annessa al nuovo comune di Neviano degli Arduini.
Durante la seconda guerra mondiale, il 3 gennaio del 1945 nel borgo di Castione si svolse un rastrellamento da parte dei nazifascisti, che comportò l'arresto di tre abitanti, l'uccisione di alcuni partigiani e l'incendio di un gruppo di case.
Nel 1951, per decreto del presidente della Repubblica, la frazione di Castione de' Baratti fu annessa al comune di Traversetolo.

## Monumenti e luoghi d'interesse

### Chiesa dei Santi Silvestro e Donnino

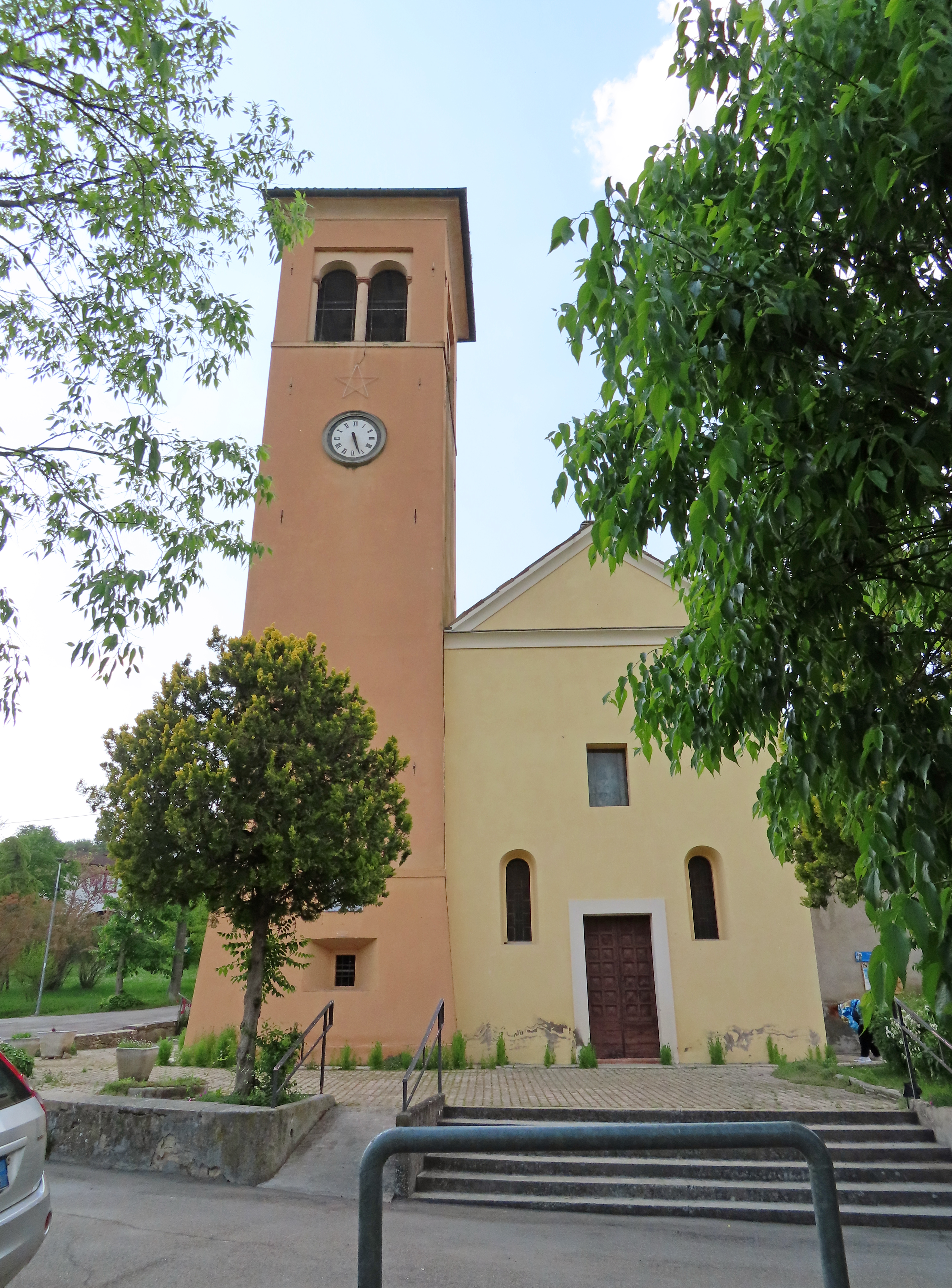
Chiesa dei Santi Silvestro e Donnino

Edificata verso la metà del XV secolo, la chiesa rinascimentale fu modificata nel XVII; ampliata e decorata nel 1943, fu restaurata e consolidata strutturalmente tra il 2009 e il 2010; l'edificio conserva al suo interno alcuni dipinti di pregio.

### Oratorio di San Donnino
Edificato nel 1901 in stile neogotico in sostituzione dell'originaria cappella medievale di Orio menzionata per la prima volta nel 1230, il piccolo oratorio, dedicato a san Donnino, fu in seguito sconsacrato e cadde in profondo stato di degrado.

### Castello
Edificato nel XIII secolo per volere dei Baratti, il castello, collocato nella località di Trinzola, fu acquisito nel 1417 da Uguccione dei Contrari; incamerato nel 1421 dal duca di Milano Filippo Maria Visconti, fu assegnato nel 1431 al condottiero Niccolò Terzi e riconquistato nel 1449 dagli Sforza; attribuito nel 1466 ai Borromeo, fu completamente demolito nella seconda metà del XVII secolo per volere dei duchi di Parma Farnese.

### Casa Costoncelli
Costruita in stile tardo-rinascimentale sui resti di edifici più antichi, la casa divenne nel 1515 la residenza della famiglia Costoncelli, che la dotò di una torre nel 1740; l'edificio conserva le tracce di un portone gotico.